# Oyack
Oyack, auch Oyac oder Oyak, ist der Name des Flusses Comté in Französisch-Guayana unterhalb der Einmündung des Orapu. Nach nur etwas über 8 Kilometern Luftlinie weiter nördlich geht der Oyack in das Ästuar Mahury über. Comté und Oyack sind zusammen 160 Kilometer lang. An seinem östlichen, orografisch rechten Ufer liegt der Ort Roura.